# Osbornedale State Park
Osbornedale State Park ist ein State Park im US-Bundesstaat Connecticut auf dem Gebiet der Gemeinden Ansonia und Derby. Er umfasst auch das historische Osbornedale, ein Museum sowie das Kellogg Environmental Center und weitere Gebiete die zum State's resident curator program gehören.
Das Gebiet von 142 ha (350 acre) Größe gehörte der Osborne family, die früher mehrere Metallverarbeitungs- und Textil-Fabriken im Naugatuck Valley Area betrieb. 1956 wurde es von Frances Osborne Kellogg bei ihrem Tod an den Staat Connecticut überschrieben.

## Geschichte
Im 17. Jahrhundert waren es zunächst Trapper und Fellhändler, die das Gebiet am Housatonic aufsuchten. Später wurde in gewissem Umfang nach Silber gegraben und nach dem Amerikanischen Unabhängigkeitskrieg wurde auch Mineralwasser abgefüllt. Frances Osborne Kellogg und ihr Ehemann, Waldo Kellogg, erwarben am Anfang des 20. Jahrhunderts die Farmen, die das heutige Parkgebiet umfassen. Sie führten zwei erfolgreiche Farmen für Osborndale Holstein-Rinder und Milchwirtschaft.

## Geologie
Die Geologie des Parks ist recht abwechslungsreich. Die hügelige Landschaft umfasst vor allem Gneiss, Basalt und metamorphe Gesteine. 
Der Pgrenzt im Südosten direkt an den Housatonic River und erstreckt sich nach Norden in die Hügel des Naugatuck Valley. Picketts Pond und zwei weitere kleine Stauseen befinden sich im Park.

## Freizeitmöglichkeiten
Im Park gibt es Möglichkeiten zum Wandern, Angeln und Eislaufen. Ein spezieller „Warbler“-Trail ist ausgeschrieben.